# Confederación Nacional del Trabajo
Confederación Nacional del Trabajo (šp. Národní konfederace práce, zkr. CNT) je španělské anarchosyndikalistické revoluční odborové hnutí založené v roce 1910. CNT je členem federace Mezinárodní asociace pracujících. 
Sdružuje anarchisty, anarchokomunisty a libertariánské socialisty. Od vzniku Republiky v roce 1931 bylo jednou z hlavní politických sil a páteří španělské radikální levice. Tvořilo protiváhu proti jinému odborovému svazu - UGT (Unión General de Trabajadores, šp. Všeobecná strana pracujících), které bylo pod kontrolou sociálních demokratů a umírněných komunistů. Nicméně nedocházelo mezi nimi k vážnějším sporům a většinou spolu CNT i UGT aktivně spolupracovaly. V roce 1936 CNT spolu s anarchistickou organizací FAI (někdy se kvůli úzké provázaností obou organizací mluví o organizaci CNT-FAI) vstoupila do Lidové fronty, která vyhrála volby. Po vypuknutí občanské války vytvořilo CNT spolu s FAI anarchistické milice, které bojovaly proti frankistům. Jejich velitelem byl člen CNT, levicový politik Buenaventura Durruti, který se stal pro republikány legendou Španělské občanské války jako muž, jež ubránil Madrid před frankisty. Nicméně roku 1939 frankisté válku vyhráli a CNT byla zakázána a přešla do ilegality. Její členové buď emigrovali nebo byli frankistickým režimem pozatýkáni nebo zabiti. [zdroj⁠?!] Navzdory desetiletím fungování v ilegalitě dnes CNT pokračuje v činnosti na principech samosprávy pracujících, federalismu a vzájemné pomoci. 

## Významní členové CNT
| - Diego Abad de Santillán - Francisco Ascaso - Buenaventura Durruti - Carles Fontseré - Salvador Seguí |  | - Juan García Oliver - Anselmo Lorenzo - Horacio Martínez Prieto - Federica Montseny - Andreu Nin |  | - Valeriano Orobón Fernández - Josep Peiró Olives - Joan Peiró - Ángel Pestaña - Isaac Puente |  |  |

## Rozdělení regionů CNT
| | \| Andalucía Almería Cádiz Córdoba Granada Huelva Jaén Málaga Sevilla Aragón - Rioja Huesca La Rioja Teruel Zaragoza Asturias - León Asturie León Canarias Las Palmas Santa Cruz de Tenerife \| Cataluña - Baleares Baleáry Barcelona Girona Lérida Tarragona Centro Ávila Ciudad Real Cuenca Guadalajara Madrid Palencia Salamanca Segovia Soria Toledo Valladolid Zamora Extremadura Badajoz Cáceres \| Galicia La Coruña Lugo Orense Pontevedra Levante Albacete Alicante Castellón Valencia Murcia Murcijský region - Cartagena - La Unión - Mar Menor - Mazarrón - Lorca - Yecla - Jumilla - Pilar de la Horadada Norte Álava Burgos Cantabria Guipúzcoa Navarra Vizcaya \| | |
| Andalucía Almería Cádiz Córdoba Granada Huelva Jaén Málaga Sevilla Aragón - Rioja Huesca La Rioja Teruel Zaragoza Asturias - León Asturie León Canarias Las Palmas Santa Cruz de Tenerife | Cataluña - Baleares Baleáry Barcelona Girona Lérida Tarragona Centro Ávila Ciudad Real Cuenca Guadalajara Madrid Palencia Salamanca Segovia Soria Toledo Valladolid Zamora Extremadura Badajoz Cáceres | Galicia La Coruña Lugo Orense Pontevedra Levante Albacete Alicante Castellón Valencia Murcia Murcijský region - Cartagena - La Unión - Mar Menor - Mazarrón - Lorca - Yecla - Jumilla - Pilar de la Horadada Norte Álava Burgos Cantabria Guipúzcoa Navarra Vizcaya |

## Galerie

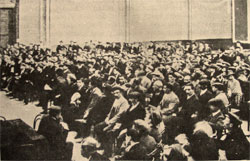
Snímek z Kongresu v roce 1910, při kterém bylo CNT založeno
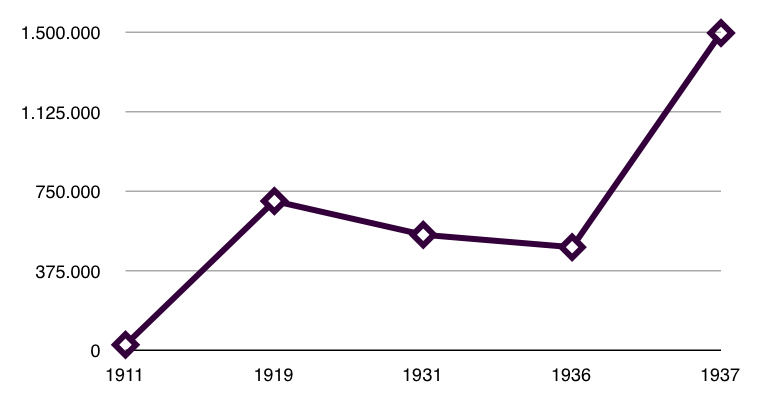
Vývoj počtu členů CNT
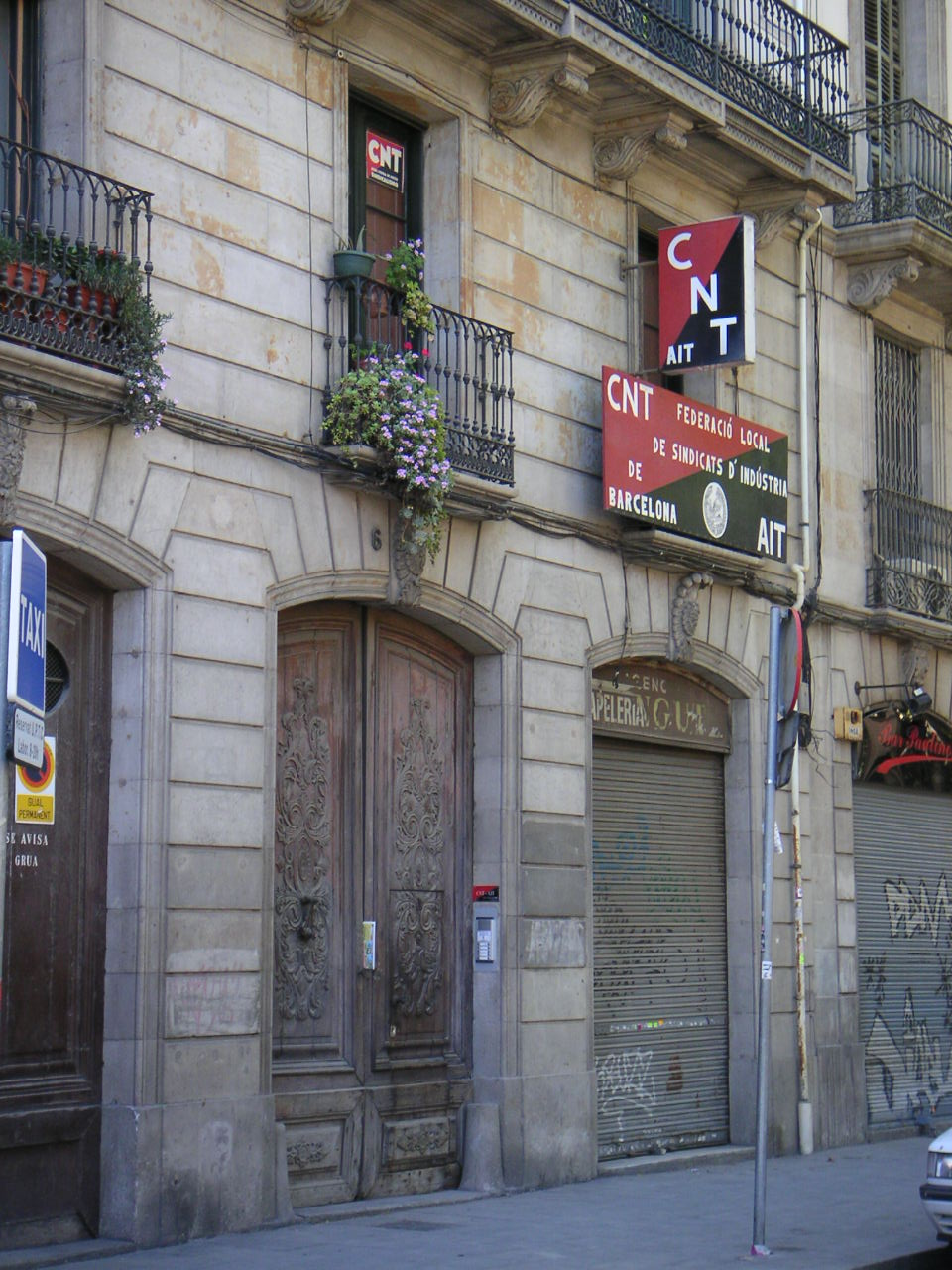
Kancelář CNT v Barceloně
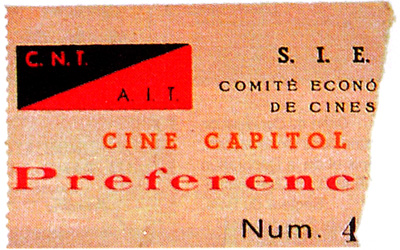
Lístek z divadla spravovaného CNT
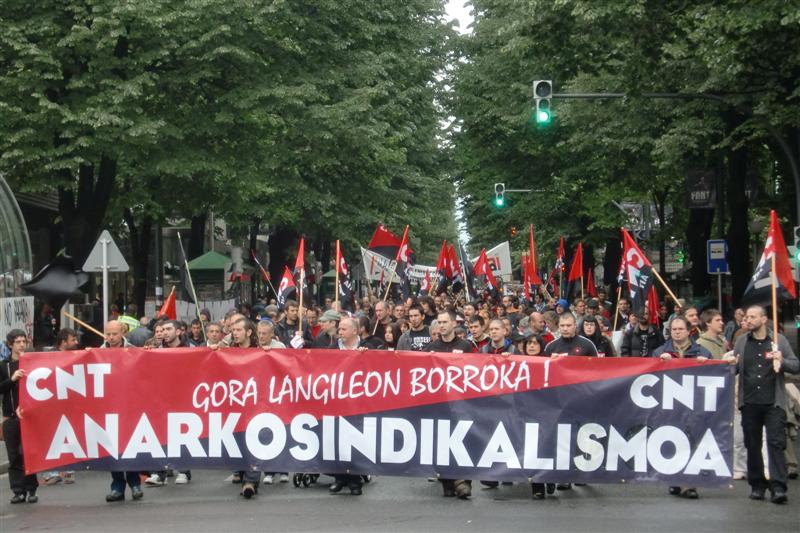
Svátek práce: Demonstrace CNT v Bilbau
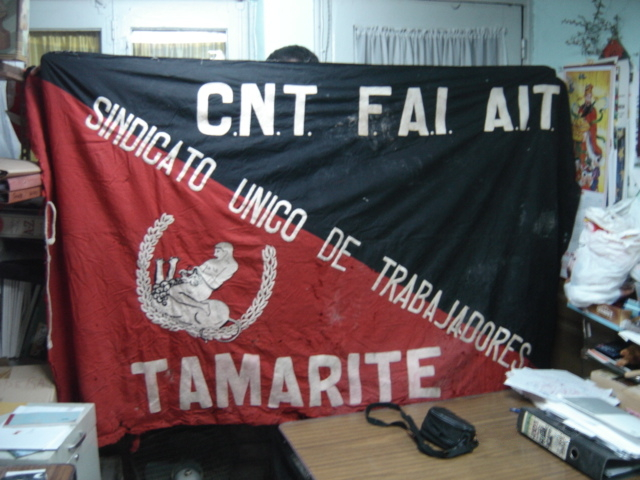
Vlajka se znakem CNT
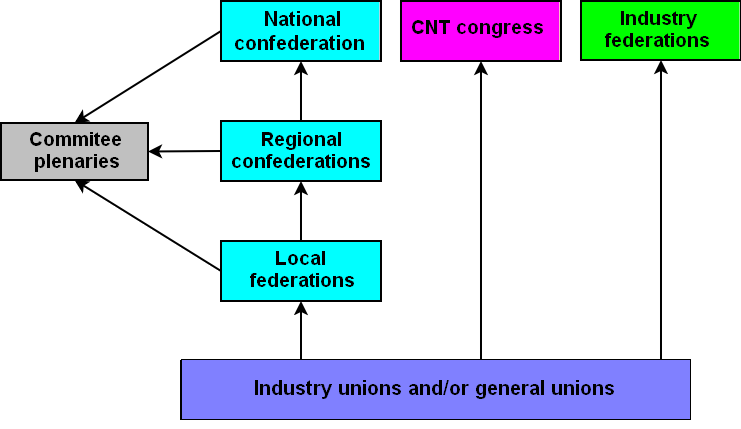
Struktura CNT
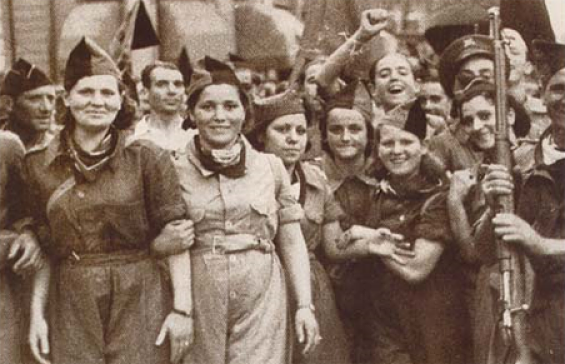
Milicionářky CNT-FAI
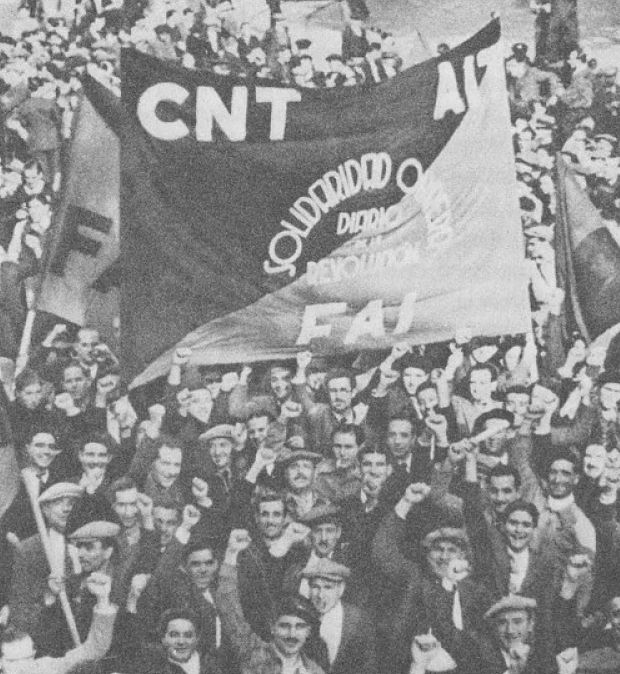
Demonstrace v roce 1936